# Renato De Censi
Renato De Censi (Roma, 6 febbraio 1893 – Venezia, 27 marzo 1919) è stato un calciatore e militare italiano, di ruolo difensore.

## Biografia
Nell'atto di nascita si trova erroneamente iscritto come "De Cenzi".
Fu studente dell'Istituto Leonardo da Vinci di Roma.
Fu arruolato come marinaio cannoniere sulla Regia Nave "Regina Elena". Tra il 1917 e il 1918 fece parte degli Arditi della marina di stanza a Cavazzuccherina (l'odierna Jesolo), dove si distinse in numerose azioni belliche.
Fu pluridecorato con una medaglia d'argento e 2 di bronzo.
Rimase ucciso in seguito al Disastro del San Spiridione cui prestava servizio il 27 marzo 1919 nel canale delle Zattere a Venezia.
La sua tragica morte fu riscoperta e riportata nel libro " Dal Tevere al Piave gli atleti della Lazio nella guerra 1915 1918 ( ed. Eraclea"  nel 2015).

## Carriera
Fece parte della squadra riserve della SP Lazio che, in previsione del primo campionato ufficiale della Federazione disputato tra 1909 e 1910, giocò contro club romano Juventus e perse per 3-1.
Nel 1911 militò nel club che aveva affrontato nella stagione precedente, la Juventus di Roma, mentre l’anno successivo difese i colori della Pro Roma.
Aveva altri due fratelli calciatori:Romolo De Censi e Remo De Censi che giocarono in prestigiose squadre romane.

## Palmarès

### Competizioni nazionali
- Terza Categoria: 1

Lazio: 1909-1910